# Steirachne barbata
Steirachne barbata là một loài thực vật có hoa trong họ Hòa thảo. Loài này được (Trin.) Renvoize miêu tả khoa học đầu tiên năm 1984.